# Schangnau
Schangnau is een gemeente en plaats in het Zwitserse kanton Bern, en maakt deel uit van het district Emmental.
Schangnau telt 886 inwoners.